# Dreifaltigkeitskirche (Wiesbaden)

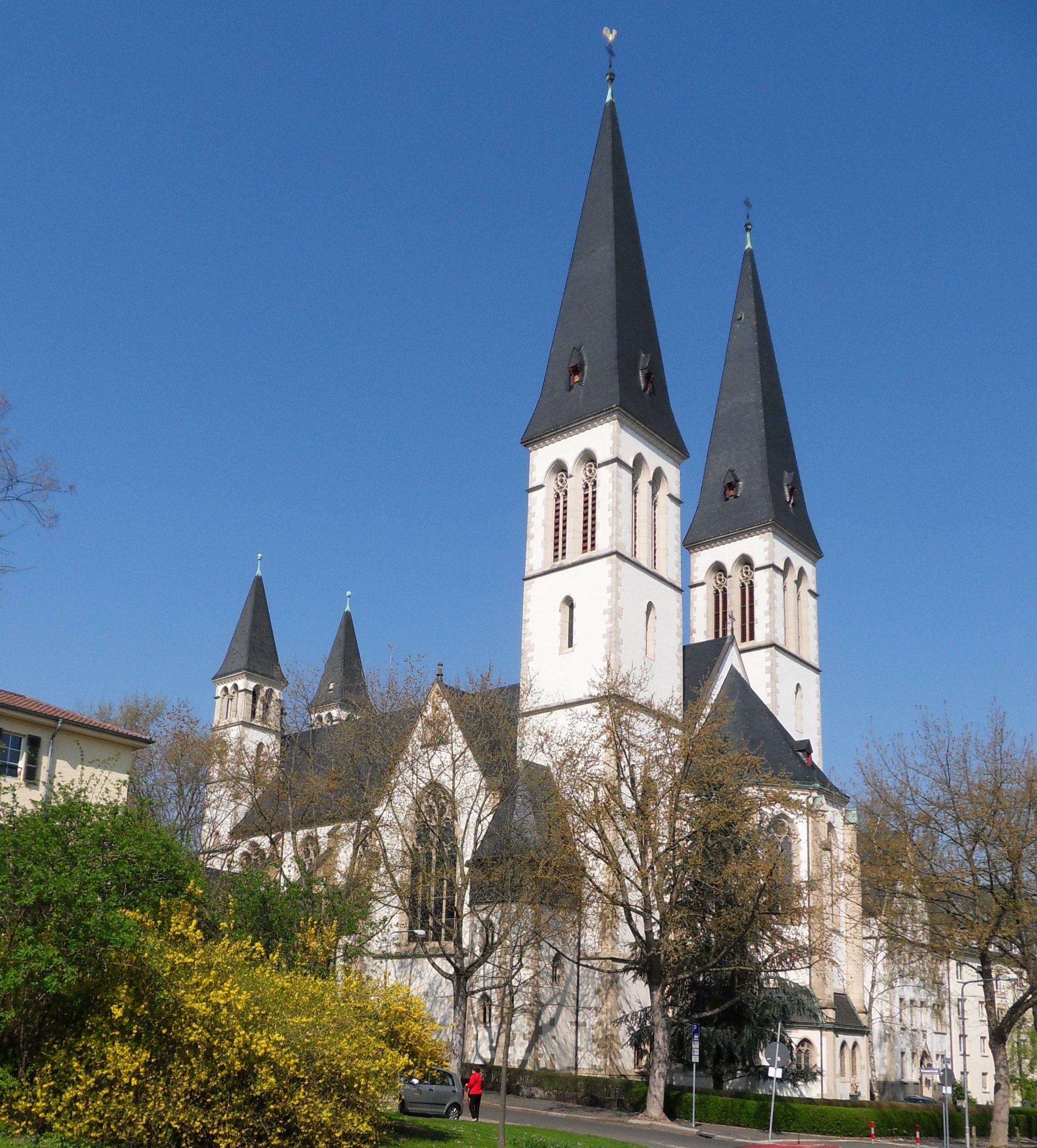
Blick von Südosten aus der Frauenlobstraße

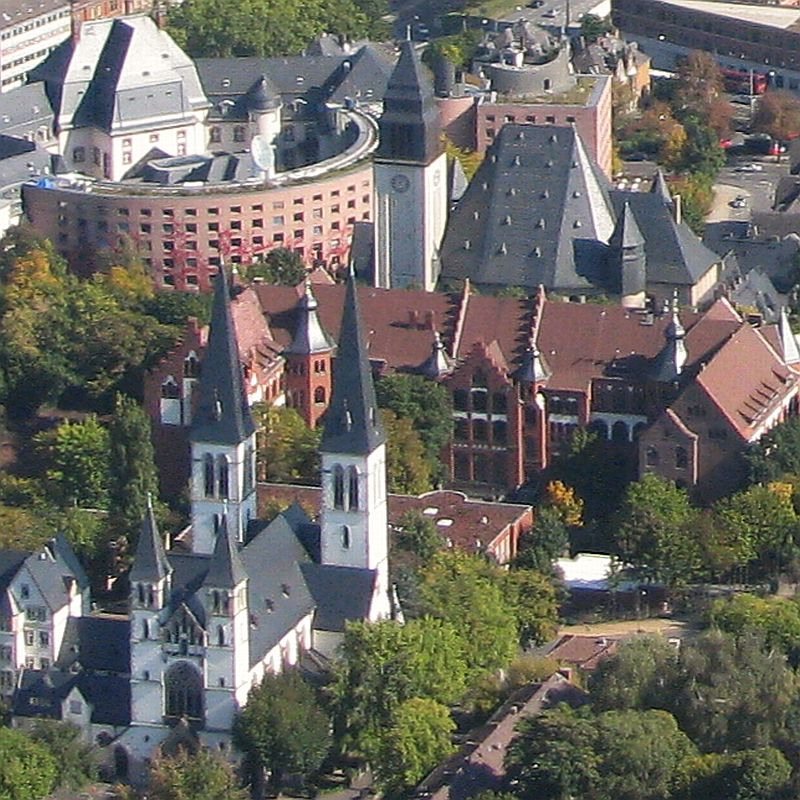
Dreifaltigkeitskirche

Die römisch-katholische Dreifaltigkeitskirche in der hessischen Landeshauptstadt Wiesbaden ist eine von 1910 bis 1912 von Ludwig Becker errichtete neoromanische Kirche. Zusammen mit den anderen großen Innenstadtkirchen bildet sie ein einzigartiges Zeugnis historistischer Architektur. Durch ihre Lage auf einer Anhöhe sind ihre 38 m hohen West- und 65 m hohen Chorflankentürme weithin sichtbar.

## Geschichte
Die Pfarrkirche wurde am 29. September 1912 eingeweiht. Für die Kirche hatte die Glockengießerei Otto aus Hemelingen/Bremen vier Bronzeglocken mit den Schlagtönen c′ – es′ – f′ – g′ gegossen. Von diesen Glocken ist heute keine mehr existent. Zum Zeitpunkt der Kirchweihe fehlte aber noch ein Großteil der Ausstattung, welche erst später ergänzt wurde. Die Ausmalung wurde 1925 verwirklicht.
Während des Zweiten Weltkrieges, am 3. Februar 1945, wurde das Bauwerk stark beschädigt, in den Jahren 1950 bis 1952 vereinfacht wiederhergestellt.
Seitdem am 1. Januar 2012 alle katholischen Gemeinden der Wiesbadener Innenstadt fusioniert wurden, ist die Dreifaltigkeitskirche eine Filialkirche von St. Bonifatius.
Die Feierlichkeiten zum 100-jährigen Jubiläum der Dreifaltigkeitskirche begannen am 3. Juni 2012 und fanden ihren Abschluss am 30. September 2012 mit dem Kirchweihfest.